# Pelgrimshuis
Het Pelgrimshuis is een herenhuis in de Brusselse gemeente Sint-Gillis en bevindt zich aan de Parmastraat 69, naast het Pierre Pauluspark dat vroeger bij het huis hoorde. De eerste verdieping van het gebouw is een tentoonstellingsruimte, de tweede verdieping biedt sinds 2000 onderdak aan de Dienst Cultuur van de gemeente. De programmering van de gemeentelijke cultuurvoorzieningen en aantal manifestaties in de openbare ruimte worden in het Pelgrimshuis vastgelegd. In de loop van het jaar en tijdens de schoolvakanties worden er ook stages georganiseerd voor kinderen, o.a. in samenwerking met de Compagnie des Neufs Lunes.

## Geschiedenis
Het Pelgrimshuis werd op vraag van de familie Colson ontworpen door Adolphe Pirenne in 1905. Hij kreeg de opdracht om een herenhuis te bouwen in de Parmastraat met een uitzicht op een park dat grotendeels werd gevormd door de vroegere tuin van het nabije klooster Onze-Lieve-Vrouw-van-het-Cenakel. Het heette toen Les Cascatelles vanwege het uitzicht op het landschapspark met kleine watervallen.
In 1927 werd het herenhuis verkocht aan de apotheker en industrieel Eugène Pelgrims, naar wie het gebouw vernoemd is. Hij gaf de architect Fernand Petit de opdracht om de villa uit te breiden en bepaalde wijzigingen in door te voeren. Het exterieur werd uitgebreid in dezelfde eclectische stijl als het oorspronkelijke gebouw, het interieur kreeg een moderner karakter door de eclectische stijl en art deco.
In 1963 heeft de Gemeenteraad van Sint-Gillis, voorgezeten door de toenmalige Burgemeester Jacques Franck, de woning aangekocht. Het herenhuis vereiste grote restauraties: het park lag braak en de stallen waren vervallen. Het Pelgrimshuis werd in 2001 geklasseerd als beschermd erfgoed vanwege de originaliteit van de materialen en de opbouw.
In 2000 erfde de Dienst Cultuur van Sint-Gillis het gebouw en vestigde daar haar kantoren. Sindsdien zijn het gelijksvloer en de eerste verdieping bestemd voor creatieve expressie in alle mogelijke vormen: plastische kunst, muziek en literatuur. Er vinden geregeld tentoonstellingen plaats (schilderijen, beeldhouwkunst, fotografie) alsook kleine concerten en lezingen.

## Bouwstijl
Het Pelgrimshuis is gebouwd in eclectische stijl met Neo-Vlaamse-renaissance-elementen. Van bij het ontwerp koos de architect Adolphe Pirenne voor een vernieuwende indeling van de binnenruimten en deed daarmee afstand van het klassieke plan (drie achtereenvolgende plaatsen) van de Brusselse huizen uit die periode. Door de uitbreiding en aanpassingen gemaakt door Fernand Petit gaan in het Pelgrimshuis meerdere tijdperken zij aan zij: het Romantiek (stroming) (zoals de tuin), de Neorenaissance (zoals de eetkamer, de grote zitplaatsen en kamers), de Vlaamse renaissance (zoals de gevel) en de Art Deco (zoals de wintertuin).
- Virtual International Authority File: 311296763